# 2019-es junior úszó-világbajnokság
A 2019-es junior úszó-világbajnokságot a Nemzetközi Úszószövetség (FINA) szervezésében Budapesten rendezték meg augusztus 20. és 25. között. A világbajnokságnak a Duna Aréna adott otthont, ahol a 2017-es úszó-világbajnokság úszó-, és műugró versenyszámait is megrendezték. A világbajnokságon 14–17 éves lány és 15–18 éves fiú versenyzők vehettek részt. A sporteseményen 30 magyar korosztályos úszó lépett rajtkőre, a részvételi arány pedig új csúcsot jelentett a rendezvény történetében.
A FINA a 7. alkalommal rendezte meg a junior korúak úszó világbajnokságát, ugyanakkor a budapesti sportesemény lett az első Európában megrendezett junior vb.

## Helyszínek
Budapest
- A világbajnokság fő helyszíne a Duna Aréna.

## Magyar szereplés
A magyar úszó válogatott 30 versenyzővel képviseltette magát az eseményen. Egy arany és egy ezüstéremmel az éremtáblázat 7. helyen zárt a küldöttség.
| Érem  | Név           | Versenyszám    | Időeredmény |
| ----- | ------------- | -------------- | ----------- |
| Arany | Zombori Gábor | 400 m gyors    | 3:46,06     |
| Ezüst | Berecz Blanka | 200 m pillangó | 2:08,93     |

## Kabalafigura
A Magyar Úszószövetség 2019. augusztus 14-én hozta nyilvánosságra, hogy a világbajnokság hivatalos kabalafigurája a Cubeman nevet kapó, vízben lebegő Rubik-kocka lett.

## A versenyen részt vevő nemzetek
Az eseményen 124 nemzet 816 sportolója – 440 fiú és 376 lány – vett részt.
| Részt vevő nemzetek fiú / lány megbontásban | Részt vevő nemzetek fiú / lány megbontásban | Részt vevő nemzetek fiú / lány megbontásban | Részt vevő nemzetek fiú / lány megbontásban | Részt vevő nemzetek fiú / lány megbontásban | Részt vevő nemzetek fiú / lány megbontásban | Részt vevő nemzetek fiú / lány megbontásban | Részt vevő nemzetek fiú / lány megbontásban | Részt vevő nemzetek fiú / lány megbontásban | Részt vevő nemzetek fiú / lány megbontásban | Részt vevő nemzetek fiú / lány megbontásban | Részt vevő nemzetek fiú / lány megbontásban |
| ------------------------------------------- | ------------------------------------------- | ------------------------------------------- | ------------------------------------------- | ------------------------------------------- | ------------------------------------------- | ------------------------------------------- | ------------------------------------------- | ------------------------------------------- | ------------------------------------------- | ------------------------------------------- | ------------------------------------------- |
| nemzet                                      | F                                           | L                                           | nemzet                                      | F                                           | L                                           | nemzet                                      | F                                           | L                                           | nemzet                                      | F                                           | L                                           |
| Albánia (ALB)                               | 7                                           | 4                                           | Egyesült Királyság (GBR)                    | 4                                           | 6                                           | Kolumbia (COL)                              | 4                                           | 2                                           | Románia (ROU)                               | 1                                           | 4                                           |
| Amerikai Virgin-szigetek (ISV)              | 3                                           | 3                                           | Egyiptom (EGY)                              | 2                                           | 0                                           | Koszovó (KOS)                               | 5                                           | 3                                           | Saint Lucia (LCA)                           | 0                                           | 3                                           |
| Angola (ANG)                                | 2                                           | 0                                           | Észak-Korea (PRK)                           | 0                                           | 1                                           | Közép-afrikai Köztársaság (CAF)             | 2                                           | 1                                           | Saint Vincent és a Grenadine-szigetek (VIN) | 2                                           | 0                                           |
| Antigua és Barbuda (ANT)                    | 2                                           | 3                                           | Észak-Macedónia (MKD)                       | 0                                           | 2                                           | Kuba (CUB)                                  | 1                                           | 1                                           | Seychelle-szigetek (SEY)                    | 2                                           | 2                                           |
| Argentína (ARG)                             | 4                                           | 4                                           | Észtország (EST)                            | 3                                           | 1                                           | Lengyelország (POL)                         | 5                                           | 6                                           | Sierra Leone (SLE)                          | 2                                           | 1                                           |
| Aruba (ARU)                                 | 2                                           | 1                                           | Etiópia (ETH)                               | 1                                           | 1                                           | Lettország (LAT)                            | 1                                           | 2                                           | Spanyolország (ESP)                         | 4                                           | 9                                           |
| Ausztrália (AUS)                            | 14                                          | 16                                          | Fehéroroszország (BLR)                      | 3                                           | 2                                           | Libanon (LIB)                               | 2                                           | 4                                           | Srí Lanka (SRI)                             | 4                                           | 4                                           |
| Ausztria (AUT)                              | 3                                           | 2                                           | Fidzsi-szigetek (FIJ)                       | 2                                           | 2                                           | Litvánia (LTU)                              | 3                                           | 3                                           | Suriname (SUR)                              | 2                                           | 1                                           |
| Azerbajdzsán (AZE)                          | 0                                           | 1                                           | Finnország (FIN)                            | 0                                           | 2                                           | Madagaszkár (MAD)                           | 8                                           | 1                                           | Svédország (SWE)                            | 1                                           | 1                                           |
| Bahama-szigetek (BAH)                       | 3                                           | 0                                           | Franciaország (FRA)                         | 5                                           | 7                                           | Magyarország (HUN)                          | 15                                          | 15                                          | Szenegál (SEN)                              | 1                                           | 0                                           |
| Bahrein (BRN)                               | 2                                           | 1                                           | Fülöp-szigetek (PHI)                        | 5                                           | 2                                           | Malajzia (MAS)                              | 4                                           | 0                                           | Szerbia (SRB)                               | 2                                           | 2                                           |
| Barbados (BAR)                              | 2                                           | 1                                           | Ghána (GHA)                                 | 1                                           | 2                                           | Malawi (MAW)                                | 1                                           | 1                                           | Szingapúr (SGP)                             | 11                                          | 5                                           |
| Bolívia (BOL)                               | 4                                           | 3                                           | Görögország (GRE)                           | 5                                           | 0                                           | Maldív-szigetek (MDV)                       | 2                                           | 1                                           | Szíria (SYR)                                | 2                                           | 1                                           |
| Bosznia-Hercegovina (BIH)                   | 1                                           | 2                                           | Grenada (GRN)                               | 2                                           | 1                                           | Málta (MLT)                                 | 3                                           | 3                                           | Szlovákia (SVK)                             | 3                                           | 9                                           |
| Botswana (BOT)                              | 2                                           | 1                                           | Guatemala (GUA)                             | 3                                           | 4                                           | Mexikó (MEX)                                | 10                                          | 10                                          | Szlovénia (SLO)                             | 1                                           | 1                                           |
| Brazília (BRA)                              | 12                                          | 4                                           | Honduras (HON)                              | 6                                           | 4                                           | Moldova (MDA)                               | 0                                           | 1                                           | Szudán (SUD)                                | 4                                           | 2                                           |
| Brunei (BRU)                                | 1                                           | 0                                           | Hongkong (HKG)                              | 1                                           | 4                                           | Mongólia (MGL)                              | 5                                           | 3                                           | Tádzsikisztán (TJK)                         | 2                                           | 1                                           |
| Bulgária (BUL)                              | 5                                           | 0                                           | Horvátország (CRO)                          | 1                                           | 7                                           | Namíbia (NAM)                               | 2                                           | 2                                           | Tajvan (TPE)                                | 1                                           | 0                                           |
| Chile (CHI)                                 | 4                                           | 0                                           | India (INA)                                 | 5                                           | 2                                           | Németország (GER)                           | 4                                           | 6                                           | Tanzánia (TAN)                              | 5                                           | 2                                           |
| Cook-szigetek (COK)                         | 2                                           | 0                                           | Irán (IRI)                                  | 3                                           | 0                                           | Nepál (NEP)                                 | 4                                           | 4                                           | Törökország (TUR)                           | 9                                           | 10                                          |
| Costa Rica (CRC)                            | 4                                           | 4                                           | Írország (IRL)                              | 2                                           | 1                                           | Nigéria (NGR)                               | 2                                           | 2                                           | Tunézia (TUN)                               | 1                                           | 0                                           |
| Curaçao (CUR)                               | 2                                           | 1                                           | Izrael (ISR)                                | 2                                           | 3                                           | Olaszország (ITA)                           | 8                                           | 9                                           | Uganda (UGA)                                | 2                                           | 1                                           |
| Csehország (CZE)                            | 8                                           | 2                                           | Jamaica (JAM)                               | 4                                           | 4                                           | Oroszország (RUS)                           | 18                                          | 12                                          | Új-Zéland (NZL)                             | 4                                           | 3                                           |
| Dánia (DEN)                                 | 0                                           | 2                                           | Japán (JPN)                                 | 5                                           | 4                                           | Örményország (ARM)                          | 4                                           | 2                                           | Ukrajna (UKR)                               | 9                                           | 4                                           |
| Dél-afrikai Köztársaság (RSA)               | 13                                          | 12                                          | Jordánia (JOR)                              | 2                                           | 2                                           | Pakisztán (PAK)                             | 6                                           | 3                                           | Uruguay (URU)                               | 1                                           | 3                                           |
| Dél-Korea (KOR)                             | 1                                           | 1                                           | Kanada (CAN)                                | 9                                           | 9                                           | Palesztina (PLE)                            | 0                                           | 2                                           | Üzbegisztán (UZB)                           | 4                                           | 2                                           |
| Dominikai Köztársaság (DOM)                 | 4                                           | 5                                           | Kazahsztán (KAZ)                            | 1                                           | 1                                           | Panama (PAN)                                | 1                                           | 2                                           | Venezuela (VEN)                             | 2                                           | 5                                           |
| Dzsibuti (DJI)                              | 1                                           | 0                                           | Kelet-Timor (TLS)                           | 1                                           | 1                                           | Paraguay (PAR)                              | 9                                           | 3                                           | Vietnám (VIE)                               | 2                                           | 2                                           |
| Ecuador (ECU)                               | 1                                           | 1                                           | Kenya (KEN)                                 | 4                                           | 1                                           | Peru (PER)                                  | 2                                           | 1                                           | Zambia (ZAM)                                | 1                                           | 4                                           |
| Egyesült Államok (USA)                      | 20                                          | 25                                          | Kína (CHN)                                  | 5                                           | 5                                           | Portugália (POR)                            | 1                                           | 3                                           | Zimbabwe (ZIM)                              | 2                                           | 2                                           |
| Egyesült Arab Emírségek (UAE)               | 2                                           | 0                                           | Kirgizisztán (KGZ)                          | 1                                           | 2                                           | Puerto Rico (PUR)                           | 2                                           | 1                                           | Zöld-foki Köztársaság (CPV)                 | 0                                           | 1                                           |

F = fiú, L = lány

## Eredmények

### Éremtáblázat
Jelmagyarázat:
| Magyarország (rendező ország) |

| #        | nemzet                   | arany | ezüst | bronz | összesen |
| 1        | Egyesült Államok (USA)   | 18    | 10    | 9     | 37       |
| 2        | Oroszország (RUS)        | 7     | 11    | 4     | 22       |
| 3        | Ausztrália (AUS)         | 4     | 5     | 4     | 13       |
| 4        | Olaszország (ITA)        | 3     | 2     | 7     | 12       |
| 5        | Kanada (CAN)             | 2     | 5     | 5     | 12       |
| 6        | Horvátország (CRO)       | 2     | 0     | 0     | 2        |
| 7        | Magyarország (HUN)       | 1     | 1     | 0     | 2        |
| 7        | Spanyolország (ESP)      | 1     | 1     | 0     | 2        |
| 9        | Görögország (GRE)        | 1     | 0     | 1     | 2        |
| 10       | Csehország (CZE)         | 1     | 0     | 0     | 1        |
| 10       | Új-Zéland (NZL)          | 1     | 0     | 0     | 1        |
| 10       | Ukrajna (UKR)            | 1     | 0     | 0     | 1        |
| 13       | Japán (JPN)              | 0     | 3     | 3     | 6        |
| 14       | Fehéroroszország (BLR)   | 0     | 2     | 0     | 2        |
| 15       | Egyesült Királyság (GBR) | 0     | 1     | 3     | 4        |
| 16       | Svédország (SWE)         | 0     | 1     | 1     | 2        |
| 17       | Ausztria (AUT)           | 0     | 1     | 0     | 1        |
| 18       | Franciaország (FRA)      | 0     | 0     | 2     | 2        |
| 19       | Brazília (BRA)           | 0     | 0     | 1     | 1        |
| 19       | Bulgária (BUL)           | 0     | 0     | 1     | 1        |
| összesen | összesen                 | 42    | 43    | 41    | 123      |

### Éremszerzők
- WJR – junior világrekord
- CR – világbajnoki rekord
- NR – országos rekord

#### Fiúk
| versenyszám         | arany | arany               | ezüst | ezüst    | bronz | bronz    |
| 50 m gyorsúszás     | Vlagyiszlav Bukov Ukrajna | 22,13               | David Curtiss Egyesült Államok | 22,14    | Adam Chaney Egyesült Államok                                                                                                 | 22,40    |
| 100 m gyorsúszás    | Andrej Minakov Oroszország | 48,73               | Joshua Liendo Edwards Kanada | 49,17    | Robin Hanson Svédország | 49,25    |
| 200 m gyorsúszás    | Luca Urlando Egyesült Államok | 1:46,97             | Robin Hanson Svédország | 1:47,03  | Murilo Stein Sartori Brazília                                                                                                | 1:47,39  |
| 400 m gyorsúszás    | Zombori Gábor Magyarország | 3:46,06 CR          | Thomas Neill Ausztrália | 3:46,27  | Alekszandr Jegorov Oroszország                                                                                               | 3:47,36  |
| 800 m gyorsúszás    | Franko Grgić Horvátország | 7:45,92             | Ilja Szibircev Oroszország | 7:48,05  | Thomas Neill Ausztrália | 7:48,65  |
| 1500 m gyorsúszás   | Franko Grgić Horvátország | 14:46,09 CR, WJR    | Thomas Neill Ausztrália | 14:59,19 | Ilja Szibircev Oroszország                                                                                                   | 15:05,17 |
|                     | |                     | |          | |          |
| 50 m hátúszás       | Jan Čejka Csehország | 25,08 NR            | Wyatt Davis Egyesült Államok | 25,23    | Thomas Ceccon Olaszország | 25,35    |
| 100 m hátúszás      | Thomas Ceccon Olaszország | 53,46 CR            | Nyikolaj Zujev Oroszország | 53,59    | Wyatt Davis Egyesült Államok                                                                                                 | 54,14    |
| 200 m hátúszás      | Wyatt Davis Egyesült Államok | 1:58,18             | Carson Foster Egyesült Államok | 1:58,47  | Mewen Tomac Franciaország | 1:58,71  |
|                     | |                     | |          | |          |
| 50 m mellúszás      | Vlagyiszlav Geraszimenko Oroszország | 27,58               | Gabe Mastromatteo Kanada | 27,73    | Archie Goodburn Egyesült Királyság                                                                                           | 27,83    |
| 100 m mellúszás     | Vlagyiszlav Geraszimenko Oroszország | 59,97               | Josh Matheny Egyesült Államok | 1:00,17  | Kevin Houseman Egyesült Államok                                                                                              | 1:00,55  |
| 200 m mellúszás     | Josh Matheny Egyesült Államok | 2:09,40 CR          | Szató Soma Japán | 2:09,56  | Arai Juta Japán | 2:10,84  |
|                     | |                     | |          | |          |
| 50 m pillangóúszás  | Thomas Ceccon Olaszország | 23,37               | Andrej Minakov Oroszország | 23,39    | Joszif Miladinov Bulgária | 23,48 NR |
| 100 m pillangóúszás | Andrej Minakov Oroszország | 51,25               | Federico Burdisso Olaszország | 51,83    | Jegor Pavlov Oroszország | 51,90    |
| 200 m pillangóúszás | Luca Urlando Egyesült Államok | 1:55,02             | Honda Tomoru Japán | 1:55,31  | Federico Burdisso Olaszország                                                                                                | 1:55,39  |
|                     | |                     | |          | |          |
| 200 m vegyesúszás   | Carson Foster Egyesült Államok | 1:58,46 CR          | Finlay Knox Kanada | 11:59,44 | Aposztolosz Papasztamosz Görögország                                                                                         | 1:59,62  |
| 400 m vegyesúszás   | Aposztolosz Papasztamosz Görögország | 4:11,93 CR, WJR, NR | Ilja Borogyin Oroszország | 4:12,95  | Léon Marchand Franciaország                                                                                                  | 4:16,37  |
|                     | |                     | |          | |          |
| 4 × 100 m gyors     | Egyesült Államok Jake Magahey (49,51) Luca Urlando (48,73) Adam Chaney (48,64) Carson Foster (48,92) Jack Alexy* Jack Armstrong* Matt Brownstead*                                             | 3:15,80 CR, WJR     | Oroszország Arszenyij Csiviljev (50,23) Alekszandr Sogoljev (48,54) Jegor Pavlov (49,67) Andrej Minakov (47,82) Alekszej Fedkin* Pavel Szamuszenko*               | 3:16,26  | Olaszország Federico Burdisso (49,38) Thomas Ceccon (48,59) Mario Nicotra (49,65) Stefano Nicetto (48,67) Paolo Conte Bonin* | 3:16,29  |
| 4 × 200 m gyors     | Egyesült Államok Jake Magahey (1:48,11) Luca Urlando (1:47,13) Jake Mitchell (1:47,03) Carson Foster (1:46,10) Wyatt Davis* Dare Rose*                                                        | 7:08,37 CR, WJR     | Oroszország Nyikita Danyilov (1:48,76) Alekszandr Sogoljev (1:46,36) Makszim Alekszandrov (1:48,38) Alekszandr Jegorov (1:48,40) Roman Moszkalenko* Jegor Pavlov* | 7:11,90  | Ausztrália Thomas Neill (1:47,58) Mitchell Tinsley (1:49,85) Thomas Hauck (1:48,65) Alexander Grant (1:48,98) Noah Millard*  | 7:15,06  |
| 4 × 100 m vegyes    | Oroszország Nyikolaj Zujev (53,84) Vlagyiszlav Geraszimenko (59,53) Andrej Minakov (50,93) Alekszandr Sogoljev (48,89) Alekszej Fedkin* Jegor Pavlov* Pavel Szamuszenko* Alekszandr Zsigalov* | 3:33,19 CR, WJR     | Egyesült Államok Will Grant (54,45) John Matheny (59,55) Blake Manoff (51,72) Adam Chaney (47,94) Jack Armstrong* Wyatt Davis* Kevin Houseman* Dare Rose*         | 3:33,66  | Kanada Cole Pratt (54,79) Gabe Mastromatteo (59,82) Joshua Liendo Edwards (51,90) Finlay Knox (49,84) Tyler Wall*            | 3:36,35  |

____
* A versenyző az előfutamban vett részt.

#### Lányok
| versenyszám            | arany | arany           | ezüst | ezüst    | bronz | bronz            |
| 50 m gyorsúszás        | Gretchen Walsh Egyesült Államok | 24,71           | Maxine Parker Egyesült Államok | 24,75    | Meg Harris Ausztrália | 24,89            |
| 100 m gyorsúszás       | Gretchen Walsh Egyesült Államok | 53,74           | Torri Huske Egyesült Államok | 54,54    | Meg Harris Ausztrália | 54,58            |
| 200 m gyorsúszás       | Erika Fairweather Új-Zéland | 1:57,96         | Lani Pallister Ausztrália | 1:58,09  | Emma O’Croinin Kanada | 1:58,64          |
| 400 m gyorsúszás       | Lani Pallister Ausztrália | 4:05,42 CR      | Emma O’Croinin Kanada | 4:08,11  | Rachel Stege Egyesült Államok | 4:08,30          |
| 800 m gyorsúszás       | Lani Pallister Ausztrália | 8:22,49 CR      | Namba Miju Japán | 8:27,24  | Giulia Salin Olaszország | 8:28,99          |
| 1500 m gyorsúszás      | Lani Pallister Ausztrália | 15:58,86 CR     | Giulia Salin Olaszország | 16:14,00 | Chase Travis Egyesült Államok | 16:18,04         |
|                        | |                 | |          | |                  |
| 50 m hátúszás          | Bronte Job Ausztrália | 27,87           | Jade Hannah Kanada Darja Vaszkina Oroszország | 27,91    | nem osztották ki | nem osztották ki |
| 100 m hátúszás         | Jade Hannah Kanada | 59,63           | Claire Curzan Egyesült Államok | 1:00,00  | Darja Vaszkina Oroszország | 1:00,02          |
| 200 m hátúszás         | Jade Hannah Kanada | 2:09,28         | Lena Grabowski Ausztria | 2:10,27  | Erika Gaetani Olaszország | 2:10,52          |
|                        | |                 | |          | |                  |
| 50 m mellúszás         | Benedetta Pilato Olaszország | 30,60           | Kayla van der Merwe Egyesült Királyság | 30,91    | Kaitlyn Dobler Egyesült Államok | 30,92            |
| 100 m mellúszás        | Jevgenyija Csikunova Oroszország | 1:06,93         | Kaitlyn Dobler Egyesült Államok | 1:06,97  | Kayla van der Merwe Egyesült Királyság                                                                                                  | 1:07,06          |
| 200 m mellúszás        | Jevgenyija Csikunova Oroszország | 2:24,03         | Anasztaszija Makarova Oroszország | 2:24,39  | Isihara Mei Japán | 2:24,99          |
|                        | |                 | |          | |                  |
| 50 m pillangóúszás     | Torri Huske Egyesült Államok | 25,70           | Anasztaszija Skurdaj Fehéroroszország | 25,77 NR | Claire Curzan Egyesült Államok | 25,81            |
| 100 m pillangóúszás    | Torri Huske Egyesült Államok | 57,71           | Anasztaszija Skurdaj Fehéroroszország | 57,98    | Claire Curzan Egyesült Államok | 58,37            |
| 200 m pillangóúszás    | Lillie Nordmann Egyesült Államok | 2:08,24         | Berecz Blanka Magyarország | 2:08,93  | Charlotte Hook Egyesült Államok | 2:09,00          |
|                        | |                 | |          | |                  |
| 200 m vegyesúszás      | Justina Kozan Egyesült Államok | 2:11,55         | Alba Vázquez Ruiz Spanyolország | 2:13,43  | Isihara Mei Japán | 2:13,52          |
| 400 m vegyesúszás      | Alba Vázquez Ruiz Spanyolország | 4:38,53 CR, WJR | Isabel Gormley Egyesült Államok | 4:39,15  | Michaella Glenister Egyesült Királyság                                                                                                  | 4:39,35          |
|                        | |                 | |          | |                  |
| 4 × 100 m gyorsváltó   | Egyesült Államok Gretchen Walsh (54,13) Torri Huske (54,50) Grace Cooper (55,04) Amy Tang (53,94) Erin Gemmell* Justina Kozan* Maxine Parker*                         | 3:37,61         | Ausztrália Mollie O’Callaghan (55,07) Meg Harris (55,51) Lani Pallister (55,23) Rebecca Jacobson (55,04) Gabriella Peiniger* Michaela Ryan*                           | 3:40,85  | Olaszország Chiara Tarantino (55,47) Maria Masciopinto (55,39) Emma Menicucci (55,37) Gaia Pesenti (55,81)                              | 3:42,04          |
| 4 × 200 m gyorsváltó   | Egyesült Államok Lillie Nordmann (1:59,31) Erin Gemmell (1:59,70) Justina Kozan (1:58,09) Claire Tuggle (1:58,39) Ashley Strouse*                                     | 7:55,49         | Ausztrália Lani Pallister (1:58,61) Michaela Ryan (1:59,11) Rebecca Jacobson (2:00,71) Jenna Forester (1:59,44) Gabriella Peiniger*                                   | 7:57,87  | Kanada Brooklyn Douthwright (1:59,69) Katrina Bellio (2:00,61) Genevieve Sasseville (2:02,89) Emma O’Croinin (1:57,95) Hanna Henderson* | 8:01,14          |
| 4 × 100 m vegyes váltó | Egyesült Államok Claire Curzan (1:00,75) Kaitlyn Dobler (1:07,51) Torri Huske (57,86) Gretchen Walsh (53,01) Ellie Andrews* Annabel Crush* Lillie Nordmann* Amy Tang* | 3:59,13         | Oroszország Darja Vaszkina (59,90) Jevgenyija Csikunova (1:07,45) Alekszandra Szabitova (58,47) Jekatyerina Nyikonova (54,48) Anasztaszija Makarova* Jana Szattarova* | 4:00,30  | Kanada Jade Hannah (1:00,42) Avery Wiseman (1:08,23) Hanna Henderson (59,16) Brooklyn Douthwright (55,36) Genevieve Sasseville*         | 4:03,17          |

____
* A versenyző az előfutamban vett részt.

#### Vegyes
| versenyszám            | arany | arany           | ezüst | ezüst   | bronz | bronz   |
| 4 × 100 m gyorsváltó   | Egyesült Államok Luca Urlando (49,66) Adam Chaney (48,25) Amy Tang (54,18) Gretchen Walsh (53,83) Grace Cooper* Carson Foster* Jake Magahey* Maxine Parker* | 3:25,92 CR, WJR | Oroszország Alekszandr Sogoljev (49,03) Andrej Minakov (48,21) Darja Trofimova (55,40) Jekatyerina Nyikonova (55,08) Arszenyij Csiviljev* Alekszandra Szabitova* Pavel Szamuszenko*                     | 3:27,72 | Olaszország Federico Burdisso (49,17) Thomas Ceccon (48,65) Chiara Tarantino (55,43) Costanza Cocconcelli (55,87) Paolo Conte Bonin* Emma Menicucci* Mario Nicotra* Gaia Pesenti* | 3:29,12 |
| 4 × 100 m vegyes váltó | Egyesült Államok Will Grant (53,89) Josh Matheny (59,31) Torri Huske (58,04) Gretchen Walsh (53,60) Wyatt Davis* Kevin Houseman* Justina Kozan* Amy Tang*   | 3:44.84 CR, WJR | Oroszország Nyikolaj Zujev (54,27) Anasztaszija Makarova (1:07,30) Andrej Minakov (51,66) Jekatyerina Nyikonova (54,83) Alekszandra Szabitova* Pavel Szamuszenko* Darja Trofimova* Alekszandr Zsigalov* | 3:48,06 | Kanada Jade Hannah (1:00,23) Gabe Mastromatteo (1:00,58) Joshua Liendo Edwards (52,33) Hanna Henderson (55,06) Brooklyn Douthwright*                                              | 3:48,20 |

____
* A versenyző az előfutamban vett részt.